# What's up Alicia
What's up Alicia fue un programa de entrevistas conducido por animadora, modelo y ex-miss venezolana Alicia Machado. El programa fue producido en México por la productora Hispanomedios, y emitido por Venevisión en 2021.

## Formato
En el programa Alicia Machado conversará con figuras de diferentes ámbitos que sobresalen en el panorama internacional del espectáculo. Sus grabaciones fueron realizadas en Ciudad de México.
Algunas de las estrellas que fueron entrevistas son Gaby Spanic, María Antonieta De Las Nieves, “La Chilindrina”, Patty Díaz, Jorge Aravena, Niurka Marcos, Karina, Alfredo Adame, Samo, Diana Quijano y Emmanuel Palomares.